# Tudor Arghezi
Tudor Arghezi, pseudonimo di Ion N. Theodorescu (Bucarest, 21 maggio 1880 – Bucarest, 14 luglio 1967), è stato uno scrittore romeno, meglio noto per le poesie e per la letteratura per bambini. Il suo pseudonimo deriva dal nome latino del fiume Argeș, Argesis.

## Biografia
Tra i maggiori poeti romeni del Novecento, ha contribuito a creare un nuovo stile lirico, i cui lavori migliori sono precedenti la prima guerra mondiale.
Nel 1965 vinse il Premio Herder.

## Opere principali
- Tudor Arghezi, Poesie, versione di Salvatore Quasimodo, edizione a cura di Marco Dotti, prefazione di Claudio Lolli (Roma, Stampa Alternativa, 2004).[3] ISBN 88-7226-787-0
- Tudor Arghezi, La Sposa, con quattro disegni di Leopoldo Mastrella e una nota di Rocco Paternostro, Ugo Magnanti editore, Nettuno 2001.